# Logo Łodzi

Logo Łodzi

Logo Łodzi – graficzny znak spełniający rolę marketingową i informacyjną miasta Łódź.
Logo składa się z czterech liter: „Ł”, „Ó”, „D” i „Ź” oraz hasła „Kreuje”, tworząc razem hasło promocyjne: „Łódź Kreuje”. Funkcjonuje w dwóch wersjach – wertykalnej (podstawowej) i horyzontalnej oraz w czterech wersjach kolorystycznych – kolorowej (podstawowej), skali szarości, monochromatycznej i achromatycznej. Wersja kolorystyczna podstawowa operuje czterema kolorami: cyjan, magenta, żółty oraz czerń.
Kształt liter został zaczerpnięty z alfabetu Władysława Strzemińskiego, łódzkiego artysty awangardowego, współzałożyciela łódzkiej ASP. Wykorzystuje podstawowe kształty geometryczne, kierunki i kąty, co pozycjonuje projekt jako wpisujący się w założenia plastyczne awangardy lat 20. i 30. XX wieku.
Symbol graficzny, wraz z hasłem promocyjnym, jest jednym z elementów strategii: „Łódź – centrum przemysłów kreatywnych”, przyjętej przez Radę Miejską w Łodzi w lutym 2011.

## Historia
Potęgą i siłą tego logotypu jest fakt, że może być odczytywany na poziomie abstrakcyjnym. To logo jest czytelne. Czytelna jest jego idea, zamierzenie, które mówi o dziedzictwie naszego miasta z dużym zaznaczeniem twórczości Władysława Strzemińskiego i Katarzyny Kobro.

Nowe logo Łodzi jest inspirujące i aspirujące. Podkreśla współczesny, kreatywny potencjał miasta, a jednocześnie nawiązuje do naszej wspaniałej tradycji artystycznej. Mam nadzieję, że mieszkańcy pokochają nowe logo.

Konkurs na logo Łodzi został ogłoszony w lipcu 2011. Uroczysta prezentacja hasła i znaku graficznego miała miejsce 6 grudnia 2011 w Pasażu Schillera przy ul. Piotrkowskiej.
Projekt logo, autorstwa Justyny Żychalskiej z agencji Pheno, wybrany został jednogłośnie spośród 75 prac, przez komisję pod przewodnictwem wiceprezydent Łodzi Agnieszki Nowak. W skład komisji weszli m.in. radni, urzędnicy, wykładowcy łódzkiej ASP i specjaliści ds. komunikacji społecznej. Autor zwycięskiego projektu otrzymał zlecenie w wysokości 50 tys. zł na przygotowanie Księgi Znaku.
Twórcy projektu przygotowali też tzw. księgę znaku i system identyfikacji wizualnej, określające jak korzystać z logo miasta
Głównym założeniem projektowym podczas tworzenia logo Łodzi było nawiązanie do dziedzictwa miasta oraz spójność ze strategią komunikacji marki Łódź. Logo ma na celu silniejsze identyfikowanie miasta z dokonaniami artystycznymi, które odegrały i odgrywają znaczącą rolę w rozwoju sztuki na całym świecie. W Łodzi tworzy wielu artystów, odbywają się festiwale i różne imprezy kulturalne, istotny element stanowią także ośrodki akademickie. Zatem znak odnosi się zarówno do historii i tradycji Łodzi, jak i do jej współczesności.
Po inauguracji nowego logo, przystąpiono do promowania miasta za jego pośrednictwem. Nowy znak umieszczano na drukach, typu zaproszenia, bilety, akredytacje oraz w materiałach promocyjnych (katalogi, foldery, plakaty, billboardy). Pojawiły się spoty i filmy reklamowe, strona internetowa (kreatywna.lodz.pl), bannery na portalach informacyjnych, gry (m.in. gra miejska o nowym logo Łodzi i gra promująca wiedzę o alfabecie Władysława Strzemińskiego), gadżety (m.in. kubki, t-shirty, znaczki, długopisy, torby i zestawy wieszaków), organizowano konferencje. Znak graficzny był też eksponowany na koszulkach sportowców, reprezentujących kluby sportowe z Łodzi, w obiektach wystawienniczych i sportowych w postaci bannerów i tablic, a port lotniczy Łódź-Lublinek zmienił swoje logo na nowe, będące bezpośrednim odniesieniem do istniejącej identyfikacji wizualnej miasta.